# Gázi
Gázi (grec moderne : Γκάζι) est un quartier d'Athènes, en Grèce, à l'ouest de l'Acropole et de l'Agora, autour d'une ancienne usine à gaz reconvertie en centre culturel.
Gázi abrite la Cinémathèque de Grèce.
C'est un quartier branché.